# 35-й бомбардировочный авиационный полк
Не следует путать с 35-м бомбардировочным полком ВВС Северного флота
35-й бомбардиро́вочный авиацио́нный Берли́нский ордено́в Суво́рова и Богда́на Хмельни́цкого полк (он же 35-й скоростной бомбардировочный авиационный полк, 35-й лёгкий бомбардировочный авиационный полк и 35-й ближнебомбардировочный авиационный полк) — воинская часть вооружённых сил СССР в Великой Отечественной войне.

## История
Полк сформирован в 1937 году, в основном, на базе 5-й скоростной бомбардировочной эскадрильи и части сил 4-й и 6-й эскадрилий на аэродроме Сиверский. Входил в состав 71-й авиационной бригады. С октября 1937 года по апрель 1938 года выполнял правительственное задание в Китае. В 1939 году принимал участие в Польской кампании и Зимней войне.
В составе действующей армии с 22 июня 1941 по 14 августа 1941, с 9 марта 1942 по 4 апреля 1943, с 26 февраля 1944 по 13 сентября 1944 и с 14 ноября 1944 по 11 мая 1945 года.
На 22 июня 1941 года базировался на аэродроме в Тарту, имея в наличии 50 самолётов СБ (из них 3 неисправных). 22 июня 1941 года перелетел на аэродром Платоне под Митавой. С первого дня войны производит бомбардировки колонн противника, так с 29 июня 1941 года участвует в известной бомбардировке переправ через Даугаву в Даугавпилсе, также бомбит переправы 7 июля 1941 года, вылетая из Старой Руссы. Только за 7 июля 1941 года потерял 6 самолётов.
14 августа 1941 года выведен в резерв. Перевооружался самолётами Пе-2, вновь в действующую армию поступил только весной 1942 года. Действовал в составе 1-й ударной группы, находящейся в непосредственном подчинении Ставки ВГК, которая вела боевые действия на Волховском фронте. Так, в частности полк производил бомбометание и разведку в ходе Любанской операции, поддерживая войска 2-й ударной армии и в ходе Синявинской операции августа 1942 года. 1 апреля 1942 года самолёты полка были над Демянском, 8 июля 1942 года бомбардировали Кириши. В августе 1942 года базируется в Тихвинском районе (д. Сарожа). В тех же местах полк действует до апреля 1943 года, после чего вновь выведен на переформирование.
В ноябре 1943 года, находясь в резерве, поступил в 219-ю бомбардировочную авиационную дивизию и с ней, действуя в интересах 1-го Украинского фронта, прошёл до конца войны.
В 1958 году расформирован, и на его базе был создан 35-й отдельный специальный испытательный авиационный полк, который базировался на 71 испытательном полигоне.

## Подчинение
| Дата            | Фронт (округ)                        | Армия                          | Корпус                                  | Дивизия                                    | Примечания                    |
| --------------- | ------------------------------------ | ------------------------------ | --------------------------------------- | ------------------------------------------ | ----------------------------- |
| 22.06.1941 года | Северо-Западный фронт                | -                              | -                                       | 4-я смешанная авиационная дивизия          | -                             |
| 01.07.1941 года | Северо-Западный фронт                | -                              | -                                       | 4-я смешанная авиационная дивизия          | -                             |
| 10.07.1941 года | Северо-Западный фронт                | -                              | -                                       | 4-я смешанная авиационная дивизия          | -                             |
| 01.08.1941 года | Северо-Западный фронт                | -                              | -                                       | 4-я смешанная авиационная дивизия          | -                             |
| 01.09.1941 года | -                                    | -                              | -                                       | -                                          | находился на переформировании |
| 01.10.1941 года | -                                    | -                              | -                                       | -                                          | находился на переформировании |
| 01.11.1941 года | -                                    | -                              | -                                       | -                                          | находился на переформировании |
| 01.12.1941 года | -                                    | -                              | -                                       | -                                          | находился на переформировании |
| 01.01.1942 года | Северо-Кавказский военный округ      | -                              | -                                       | -                                          | -                             |
| 01.02.1942 года | Московский военный округ             | -                              | -                                       | -                                          | -                             |
| 01.03.1942 года | Московский военный округ             | -                              | -                                       | -                                          | -                             |
| 01.04.1942 года | Ставка Верховного Главнокомандования | 1-я ударная авиационная группа | -                                       | -                                          | -                             |
| 01.05.1942 года | Ставка Верховного Главнокомандования | 1-я ударная авиационная группа | -                                       | -                                          | -                             |
| 01.06.1942 года | Ставка Верховного Главнокомандования | 1-я ударная авиационная группа | -                                       | -                                          | -                             |
| 01.07.1942 года | Ставка Верховного Главнокомандования | 1-я ударная авиационная группа | -                                       | -                                          | -                             |
| 01.08.1942 года | Волховский фронт                     | -                              | -                                       | -                                          | -                             |
| 01.09.1942 года | Волховский фронт                     | 14-я воздушная армия           | -                                       | 280-я бомбардировочная авиационная дивизия | -                             |
| 01.10.1942 года | Волховский фронт                     | 14-я воздушная армия           | -                                       | 280-я бомбардировочная авиационная дивизия | -                             |
| 01.11.1942 года | Волховский фронт                     | 14-я воздушная армия           | -                                       | 280-я бомбардировочная авиационная дивизия | -                             |
| 01.12.1942 года | Волховский фронт                     | 14-я воздушная армия           | -                                       | 280-я бомбардировочная авиационная дивизия | -                             |
| 01.01.1943 года | Волховский фронт                     | 14-я воздушная армия           | -                                       | 280-я бомбардировочная авиационная дивизия | -                             |
| 01.02.1943 года | Волховский фронт                     | 14-я воздушная армия           | -                                       | 280-я бомбардировочная авиационная дивизия | -                             |
| 01.03.1943 года | Волховский фронт                     | 14-я воздушная армия           | -                                       | 280-я бомбардировочная авиационная дивизия | -                             |
| 01.04.1943 года | Волховский фронт                     | 14-я воздушная армия           | -                                       | 280-я бомбардировочная авиационная дивизия | -                             |
| 01.05.1943 года | Московский военный округ             | -                              | -                                       | -                                          | -                             |
| 01.06.1943 года | Московский военный округ             | -                              | -                                       | -                                          | -                             |
| 01.07.1943 года | Московский военный округ             | -                              | -                                       | -                                          | -                             |
| 01.08.1943 года | Московский военный округ             | -                              | -                                       | -                                          | -                             |
| 01.09.1943 года | Московский военный округ             | -                              | -                                       | -                                          | -                             |
| 01.10.1943 года | Московский военный округ             | -                              | -                                       | -                                          | -                             |
| 01.11.1943 года | Московский военный округ             | -                              | -                                       | 219-я бомбардировочная авиационная дивизия | -                             |
| 01.12.1943 года | Московский военный округ             | -                              | -                                       | 219-я бомбардировочная авиационная дивизия | -                             |
| 01.01.1944 года | Московский военный округ             | -                              | -                                       | 219-я бомбардировочная авиационная дивизия | -                             |
| 01.02.1944 года | Московский военный округ             | -                              | -                                       | 219-я бомбардировочная авиационная дивизия | -                             |
| 01.03.1944 года | 1-й Украинский фронт                 | 2-я воздушная армия            | 4-й бомбардировочный авиационный корпус | 219-я бомбардировочная авиационная дивизия | -                             |
| 01.04.1944 года | 1-й Украинский фронт                 | 2-я воздушная армия            | 4-й бомбардировочный авиационный корпус | 219-я бомбардировочная авиационная дивизия | -                             |
| 01.05.1944 года | 1-й Украинский фронт                 | 2-я воздушная армия            | 4-й бомбардировочный авиационный корпус | 219-я бомбардировочная авиационная дивизия | -                             |
| 01.06.1944 года | 1-й Украинский фронт                 | 2-я воздушная армия            | 4-й бомбардировочный авиационный корпус | 219-я бомбардировочная авиационная дивизия | -                             |
| 01.07.1944 года | 1-й Украинский фронт                 | 2-я воздушная армия            | 4-й бомбардировочный авиационный корпус | 219-я бомбардировочная авиационная дивизия | -                             |
| 01.08.1944 года | 1-й Украинский фронт                 | 2-я воздушная армия            | 4-й бомбардировочный авиационный корпус | 219-я бомбардировочная авиационная дивизия | -                             |
| 01.09.1944 года | 1-й Украинский фронт                 | 2-я воздушная армия            | 4-й бомбардировочный авиационный корпус | 219-я бомбардировочная авиационная дивизия | -                             |
| 01.10.1944 года | Резерв Ставки ВГК                    | 6-я воздушная армия            | 4-й бомбардировочный авиационный корпус | 219-я бомбардировочная авиационная дивизия | -                             |
| 01.11.1944 года | Резерв Ставки ВГК                    | -                              | 4-й бомбардировочный авиационный корпус | 219-я бомбардировочная авиационная дивизия | -                             |
| 01.12.1944 года | 1-й Украинский фронт                 | 2-я воздушная армия            | 4-й бомбардировочный авиационный корпус | 219-я бомбардировочная авиационная дивизия | -                             |
| 01.01.1945 года | 1-й Украинский фронт                 | 2-я воздушная армия            | 4-й бомбардировочный авиационный корпус | 219-я бомбардировочная авиационная дивизия | -                             |
| 01.02.1945 года | 1-й Украинский фронт                 | 2-я воздушная армия            | 4-й бомбардировочный авиационный корпус | 219-я бомбардировочная авиационная дивизия | -                             |
| 01.03.1945 года | 1-й Украинский фронт                 | 2-я воздушная армия            | 4-й бомбардировочный авиационный корпус | 219-я бомбардировочная авиационная дивизия | -                             |
| 01.04.1945 года | 1-й Украинский фронт                 | 2-я воздушная армия            | 4-й бомбардировочный авиационный корпус | 219-я бомбардировочная авиационная дивизия | -                             |
| 01.05.1945 года | 1-й Украинский фронт                 | 2-я воздушная армия            | 4-й бомбардировочный авиационный корпус | 219-я бомбардировочная авиационная дивизия | -                             |

## Командиры
- Георгий Александрович Сухоребриков 1939 — 03.41
- Пётр Михаилович Подмогильный, 05.42 — ?
- Иван Степанович Ветохин, майор, 1943—1945

## Награды и наименования
| Награда                               | Дата                 | За что получена |
| ------------------------------------- | -------------------- | --- |
| Орден Богдана Хмельницкого II степени | 5 апреля 1945 года   | За образцовое выполнение заданий командования в боях с немецкими захватчиками при очищении от противника Домбровского угольного района и южной части промышленного района немецкой Верхней Силезии и проявленные при этом доблесть и мужество |
| Орден Суворова III степени            | 19 февраля 1945 года | За образцовое выполнение заданий командования в боях с немецкими захватчиками, за овладение городом Краков и проявленные при этом доблесть и мужество                                                                                         |
| Берлинский                            | 04.06.1945           | |

## Отличившиеся воины полка
| Награда | Ф. И. О.                     | Должность                                                                          | Звание    | Дата награждения | Данные о вылетах | Примечания                                                                                       |
| ------- | ---------------------------- | ---------------------------------------------------------------------------------- | --------- | ---------------- | --- | ------------------------------------------------------------------------------------------------ |
|         | Ерошенко, Виктор Иванович    | заместитель командира — инспектор-лётчик по технике пилотирования и теории полётов | майор     | 27.06.1945       | к моменту представления 205 боевых вылетов, из них 87 на разведку, 12 воздушных боёв, экипажем сбито 3 вражеских самолёта. | -                                                                                                |
|         | Саранчёв, Николай Георгиевич | командир эскадрильи                                                                | капитан   | 19.01.1940       | - | -                                                                                                |
| -       | Фатеев, Алексей Дмитриевич   | Лётчик                                                                             | лейтенант | -                | - | 29.06.1941 совершил огненный таран. Экипаж: штурман В. М. Булыгин, стрелок-радист М. К. Куженкин |